# Astro经典名曲歌唱大赛
《Astro经典名曲歌唱大赛》（英語：Astro Classic Golden Melody，簡稱CGM）是马来西亚Astro制作的马来西亚最大型经典名曲歌唱真人秀节目，2001年第一届节目名称为《Astro乐龄歌艺大赛》至到2005年转型为《经典名曲歌唱大赛》，此节目現由顏江瀚主持。
2017年除了歌唱比赛，Astro AEC在比赛结束后做出特輯訪問優勝者或參賽者心得並制作了衍生歌唱节目《好经典》以及农历新年特备节目《好经典桃李争春》。
2020年，《Astro經典名曲歌唱大賽》榮獲大馬記錄大全的「馬來西亞最長壽歌唱選秀比賽紀錄」認證獎狀。

## 賽制
參賽者必須為至少50歲的大馬公民，選曲必須為老歌（比賽指定年代或較早的歌曲），後來將年齡條件降為至少40歲，之後在2007年升為至少45歲，在名為《樂齡歌藝大賽》期間要求參賽者才藝表演，自轉型成《經典名曲歌唱大賽》取消之。
初始比賽為五或六回合制，參賽者必須經歷試音階段才有機會被選進初賽。參賽者演唱結束後一般上會受到評審的評價後獲得分數結果，最低分的參賽者會被淘汰（淘汰數由製作單位而定），晉級後的分數會累積至半決賽為止。在2011年以及之前的第二回合以後的賽制有「校園民謠」、「模仿大賽」、「男女對唱」、「跨時代演唱（現代曲，比賽指定年代較晚的歌曲）」、「中西合壁（中英文混合歌曲）」回合直至決賽，有時候會舉行「復活賽」召回被淘汰的選手進行比賽並將分數高的選手晉級至下一回合，決賽一般為3至4回合，晉級名額為8至10人。
參賽有分為男子組和女子組，在決賽時將兩個組合混合比賽，2005年例外分為A組和B組，形成兩位冠軍誕生。
2012年改制為8種曲風賽制，必須經歷3回合才可獲得曲風賽冠軍，以上的8位曲風賽冠軍必須在決賽爭取總冠軍。
2013年大轉型，比賽回合為十輪或以上，取消性別分組，必須經歷至少一次的組合對唱，指定歌曲較為自由。比賽有分組為「金鑰匙」和「藍寶石」，分數從滿分10分改為100分，不再累積分數（有時候會例外），該集演唱最高分的參賽者所演繹的參賽歌曲會作為「本集主打」於MELODY電台播出。參賽者晉級至第二回合可選擇或被選擇至以上的其中一隊後，受到組別內的歌手導師的指導，在內部對壘後進行分組對壘，由輸家進行大型內部淘汰後與贏家混合比賽至決賽。
此外新增「王牌」機制，為試音分數最高的參賽者可跳過幾輪回合才中途加入。後來邀請新加坡歌唱比賽節目《黃金年華》的參賽者成為「王牌」，因此逐漸改為僅外國人獲得「王牌」，並於2018年取消「王牌」機制，改制為外國人受邀中途參賽（中國、台灣、新加坡和印尼）。
2018年新增「紅鑽石」組合，與「金鑰匙」和「藍寶石」對壘，原本選曲限制為2000年間或之前的歌曲（語言不限），後改為2000年或之前的中英文及中文方言歌曲。在比賽也減少三隊伍之間的對壘性，並增強各隊導師對剩餘還在參賽的人士做出指導。
2020年，因馬來西亞嚴重特殊傳染性肺炎疫情而停辦，改辦《Astro經典新聲命》和《經典名曲歌唱大賽-明星賽》，2021年再度舉辦，改為網絡試音徵選，同時在後期賽事逐步回歸實體演唱。2022年回歸實體試音，新增雙人組合參賽。
2023年，參賽年齡門檻調低至至少35歲，並分成前輩組和後輩組，形成兩位冠軍誕生。

## 获胜者
有些许冠军歌手现已签约南方唱片機構。粗体显示为南方唱片歌手。
| 屆數                 | 屆數                 | 冠军   | 參賽時齡 | 歌曲                   |
| -------------------- | -------------------- | ------ | -------- | ---------------------- |
| 2001年（第一季）     | 2001年（第一季）     | 謝華安 | 59       | 洪湖水浪打浪           |
| 2002年（第二季）     | 2002年（第二季）     | 仇美懿 | 50       | 楊花                   |
| 2003年（第三季）     | 2003年（第三季）     | 謝敦發 | 45       | 月亮不下山             |
| 2004年（第四季）     | 2004年（第四季）     | 黃雲威 | 49       | 牧歌                   |
| 2005年（第五季）     | A組                  | 陳玉雙 | 48       | 教我認識你             |
| 2005年（第五季）     | B組                  | 許志城 | 58       | 愛的心聲               |
| 2006年（第六季）     | 2006年（第六季）     | 天翔   | 43       | 羅娜                   |
| 2007年（第七季）     | 2007年（第七季）     | 蔡京紋 | 53       | 我不能不愛你           |
| 2008年（第八季）     | 2008年（第八季）     | 方愛凌 | 45       | 我曾用心愛著你         |
| 2009年（第九季）     | 2009年（第九季）     | 周蕊麗 | 48       | 掌聲響起               |
| 2010年（第十季）     | 2010年（第十季）     | 湛愛玲 | 51       | 溫暧的春天             |
| 2011年（第十一季）   | 2011年（第十一季）   | 侯詩玲 | 46       | 被遺忘的時光           |
| 2012年（第十二季）   | 2012年（第十二季）   | 韓燕芬 | 45       | 酒干倘賣無             |
| 2013年（第十三季）   | 2013年（第十三季）   | 羅志聰 | 46       | 霸王別姫               |
| 2014年（第十四季）   | 2014年（第十四季）   | 李永華 | 46       | 我很醜可是我很溫柔     |
| 2015年（第十五季）   | 2015年（第十五季）   | 吳瑋琳 | 45       | I Will Always Love You |
| 2016年（第十六季）   | 2016年（第十六季）   | 楊克意 | 46       | 太傻                   |
| 2017年（第十七季）   | 2017年（第十七季）   | 程敏莉 | 46       | 傷痕                   |
| 2018年（第十八季）   | 2018年（第十八季）   | 林永發 | 45       | 明天的明天的明天       |
| 2019年（第十九季）   | 2019年（第十九季）   | 李玉欽 | 45       | 我期待                 |
| 2020年（明星賽）     | 2020年（明星賽）     | 齊豫   | 62       | 夜機                   |
| 2021年（第二十季）   | 2021年（第二十季）   | 葉家偉 | 45       | 忘記你我做不到         |
| 2022年（第二十一季） | 2022年（第二十一季） | 宇翔   | 46       | 耶利亞女郎             |
| 2023年（第二十二季） | 前辈组               | 吴汶聪 | 47       | 如果·爱                |
| 2023年（第二十二季） | 后辈组               | 曾国辉 | 40       | 烂泥                   |
| 2024年（第二十三季） | 前辈组               | 陸燕萍 | 59       | 蔓珠莎华               |
| 2024年（第二十三季） | 后辈组               | 覃微雯 | 35       | 潜龙勿用               |
| 2025年（第二十四季） | 前辈组               |        |          |                        |
| 2025年（第二十四季） | 后辈组               |        |          |                        |

## 好经典
2017年起当比赛结束后，Astro将会播出《好经典》此节目，历届参赛者和歌手们将会演唱华语乐坛经典名曲，而每集将会有一个主题。

### 好经典桃李争春
自好經典開播後，每年农历新年會制作3集特备节目。

## 播出詳情
最初比賽在上半年播出，但在2013年大轉型後的幾屆逐漸成為接近下半年播出節目。
一般為星期六 20:30 - 22:00，2013年之後的比賽每季全18集或以上，一些單章過長會分期播出。除播出的正式比賽之外，原播出的試音活動和參賽者造勢活動的集數現已被跳過或成簡略剪輯。

## 關聯條目
- Astro新秀大賽